# Stalag 17
Stalag 17 – film wojenny z 1953 roku opowiadający o grupie amerykańskich pilotów przetrzymywanych w niemieckim obozie jenieckim, którzy podejrzewają, iż w ich szeregach mają szpiega. Film powstał na podstawie sztuki wystawianej na Broadwayu.

## Obsada
| Aktor           | Postać                        |
| --------------- | ----------------------------- |
| William Holden  | Sefton                        |
| Don Taylor      | Porucznik Dunbar              |
| Otto Preminger  | Von Scherbach                 |
| Robert Strauss  | Stanislas „Animal” Kasava     |
| Harvey Lembeck  | Harry Shapiro                 |
| Peter Graves    | Price                         |
| Sig Ruman       | Sierżant Schulz               |
| Neville Brand   | Duke                          |
| Richard Erdman  | Hoffy                         |
| Michael Moore   | Manfredi                      |
| Peter Baldwin   | Johnson                       |
| Robinson Stone  | Joey                          |
| Robert Shawley  | Blondie Peterson              |
| William Pierson | Marko                         |
| Gil Stratton    | Clarence Harvey „Cookie” Cook |
| Jay Lawrence    | Bagradian                     |
| Erwin Kalser    | Człowiek z Genewy             |
| Mike Bush       | Tancerz                       |